# Georgia Stanway
Georgia Stanway, własc. Georgia Marie Stanway (ur. 3 stycznia 1999 w Barrow-in-Furness) – angielska piłkarka, występująca na pozycji pomocniczki w niemieckim klubie Bayern Monachium oraz w reprezentacji Anglii. Uczestniczka Igrzysk Olimpijskich 2020 w Tokio, Mistrzostw Świata 2019 i 2023 oraz Mistrzostw Europy 2022 i 2025.

## Statystyki

### Klubowe
Na podstawie:
| Klub                    | Sezonów | Liga                    | Liga  | Liga   | Puchar krajowy | Puchar krajowy | Kontynentalne | Kontynentalne | Suma  | Suma   |
| Klub                    | Sezonów | Liga                    | Mecze | Bramki | Mecze          | Bramki         | Mecze         | Bramki        | Mecze | Bramki |
| ----------------------- | ------- | ----------------------- | ----- | ------ | -------------- | -------------- | ------------- | ------------- | ----- | ------ |
| Blackburn Rovers W.F.C. | 1       | FA Women's Super League | 5     | 6      | 0              | 0              | –             | –             | 5     | 6      |
| Manchester City W.F.C.  | 8       | FA Women's Super League | 109   | 39     | 31             | 13             | 23            | 7             | 163   | 59     |
| Bayern Monachium        | 3       | Frauen-Bundesliga       | 54    | 17     | 12             | 3              | 22            | 3             | 88    | 23     |
|                         | Łącznie | Łącznie                 | 168   | 62     | 43             | 16             | 45            | 10            | 256   | 88     |

### Reprezentacyjne
Na podstawie:
| Mecze w reprezentacji na Mistrzostwach Świata 2019 | Mecze w reprezentacji na Mistrzostwach Świata 2019 | Mecze w reprezentacji na Mistrzostwach Świata 2019 | Mecze w reprezentacji na Mistrzostwach Świata 2019 | Mecze w reprezentacji na Mistrzostwach Świata 2019 | Mecze w reprezentacji na Mistrzostwach Świata 2019 | Mecze w reprezentacji na Mistrzostwach Świata 2019 | Mecze w reprezentacji na Mistrzostwach Świata 2019 |
| Lp.                                                | Data                                               | Miasto                                             | Przeciwnik                                         | Wynik                                              | Gole                                               | Inne                                               | Faza turnieju                                      |
| -------------------------------------------------- | -------------------------------------------------- | -------------------------------------------------- | -------------------------------------------------- | -------------------------------------------------- | -------------------------------------------------- | -------------------------------------------------- | -------------------------------------------------- |
| 1.                                                 | 09.06.2019                                         | Nicea                                              | Szkocja                                            | 2:1 (2:0)                                          |                                                    |                                                    | Faza grupowa                                       |
| 2.                                                 | 14.06.2019                                         | Hawr                                               | Argentyna                                          | 1:0 (0:0)                                          |                                                    |                                                    | Faza grupowa                                       |
| 3.                                                 | 19.06.2019                                         | Nicea                                              | Japonia                                            | 2:0 (1:0)                                          |                                                    | asysta                                             | Faza grupowa                                       |
| 4.                                                 | 27.06.2019                                         | Hawr                                               | Norwegia                                           | 3:0 (2:0)                                          |                                                    |                                                    | Ćwierćfinał                                        |
| 5.                                                 | 02.07.2019                                         | Décines-Charpieu                                   | Stany Zjednoczone                                  | 1:2 (1:2)                                          |                                                    |                                                    | Półfinał                                           |

| Mecze w reprezentacji na Mistrzostwach Świata 2023 | Mecze w reprezentacji na Mistrzostwach Świata 2023 | Mecze w reprezentacji na Mistrzostwach Świata 2023 | Mecze w reprezentacji na Mistrzostwach Świata 2023 | Mecze w reprezentacji na Mistrzostwach Świata 2023 | Mecze w reprezentacji na Mistrzostwach Świata 2023 | Mecze w reprezentacji na Mistrzostwach Świata 2023 | Mecze w reprezentacji na Mistrzostwach Świata 2023 |
| Lp.                                                | Data                                               | Miasto                                             | Przeciwnik                                         | Wynik                                              | Gole                                               | Inne                                               | Faza turnieju                                      |
| -------------------------------------------------- | -------------------------------------------------- | -------------------------------------------------- | -------------------------------------------------- | -------------------------------------------------- | -------------------------------------------------- | -------------------------------------------------- | -------------------------------------------------- |
| 1.                                                 | 22.07.2023                                         | Brisbane                                           | Haiti                                              | 1:0 (1:0)                                          | 29'                                                | 45'                                                | Faza grupowa                                       |
| 2.                                                 | 28.07.2023                                         | Sydney                                             | Dania                                              | 1:0 (1:0)                                          |                                                    |                                                    | Faza grupowa                                       |
| 3.                                                 | 01.08.2023                                         | Adelaide                                           | Chiny                                              | 6:1 (3:0)                                          |                                                    |                                                    | Faza grupowa                                       |
| 4.                                                 | 07.08.2023                                         | Brisbane                                           | Nigeria                                            | 0:0 (k. 4:2)                                       |                                                    |                                                    | 1/8 finału                                         |
| 5.                                                 | 12.08.2023                                         | Sydney                                             | Kolumbia                                           | 2:1 (1:1)                                          |                                                    |                                                    | Ćwierćfinał                                        |
| 6.                                                 | 16.08.2023                                         | Sydney                                             | Australia                                          | 3:1 (1:0)                                          |                                                    |                                                    | Półfinał                                           |
| 7.                                                 | 20.08.2023                                         | Sydney                                             | Hiszpania                                          | 0:1 (0:1)                                          |                                                    |                                                    | Finał                                              |

## Sukcesy
Na podstawie:

### Klubowe
- Mistrzyni Anglii 2015/16
- Puchar Anglii 2016/17, 2018/19, 2019/20
- Mistrzyni Niemiec 2022/23, 2023/24, 2024/25
- Puchar Niemiec 2024/25
- Superpuchar Niemiec 2024

### Reprezentacyjne
- Mistrzostwo Europy 2022
- Wicemistrzostwo Świata 2023
- SheBelieves Cup 2019
- Arnold Clark Cup 2022, 2023
- Finalissima 2023